# 海岸ビル
海岸ビル（かいがんびる）は、兵庫県神戸市中央区海岸通にある近代建築、神戸市景観形成重要建築。神戸商船三井ビルの隣に位置する。

## 概要
海岸ビルヂングや旧小寺家厩舎、奥平野浄水場旧急速濾過場上屋などを手がけた河合浩蔵の設計で、旧三井物産神戸支店として1918年に竣工した。
外観は、設計者言うところの「現代式」なる、古典様式建築の細部を幾何学的な直線基調に簡略化した意匠が特徴である。3階・4階の間にある軒蛇腹や、軒上のパラペットには唐破風が取り込まれている。阪神・淡路大震災による改築が行われる前の内部は、第二次世界大戦末期の神戸大空襲で4階部分が焼かれた以外は、竣工当時の面影を良く残しており、特に1階南側のホールには、6本の御影石の柱が並び、圧巻であった。
阪神淡路大震災で全壊認定を受けたために幾何学的装飾が施された外壁を撤去・保管。その後、同じ場所に新しく再建された高層ビルの低層部に旧外壁を再構築した。この4階建の旧外壁は国の登録有形文化財に登録されている（なお、空襲の被害があった4階の外壁材は新調された）。なお、再建された旧建物外壁の1階南正面、東側の玄関には、竣工当時から受け継がれてきた木製ドアが取り付けられている。また1階エレベーターホールには、かつて南正面玄関ホールを飾った6本の御影石柱が据えられ、南正面玄関の内扉2枚も店舗の出入口に再利用されている。
現在は上部に近代的なビルが増築され、地上15階のシップ神戸海岸ビルとなっている。夜間は日没から22時までライトアップされる。

## 建築概要
- 設計 - 河合浩蔵
- 竣工 - 1918年（大正7年）
- 改修設計 - 昭和飛行機工業、竹中工務店
- 改修竣工 - 1998年（平成10年）
- 施工 - 竹中工務店
- 構造 - 鉄筋コンクリート造り、地上4階、地下1階、（改修後は地上15階）
- 所在地 - 〒650-0024 兵庫県神戸市中央区海岸通
- 近代化産業遺産（「旧居留地銀行ビル群、海岸通商業ビル群」の一部）

## 交通アクセス
- 神戸市営地下鉄海岸線 旧居留地・大丸前駅 徒歩4分
- 阪神本線 元町駅 徒歩7分
- JR神戸線 元町駅 徒歩7分

## 周辺情報
- 旧居留地
  - 神戸ドールミュージアム、THE FORTY FIFTH、大丸ミュージアム神戸、ジーニアスギャラリー、旧居留地38番館、旧居留地十五番館、神戸らんぷミュージアム、神戸市立博物館、チャータードビル、神戸商船三井ビル、神港ビル
- 旧雑居地
  - 旧神戸住友ビル（現・銀泉神戸ビル）、神戸郵船ビル、南京町、海岸ビルヂング（旧・日濠会館）